# 階級闘争
階級闘争（かいきゅうとうそう、ドイツ語: Klassenkampf, 英語: Class conflict, class struggle, class warfare）とは、生産手段の私有が社会の基礎となっている階級社会において、階級と階級とのあいだで発生する社会的格差を克服するために行われる闘争。この闘争により革命が起きるとされている。対義語として階級協調が挙げられる。

## 概要
マルクスとエンゲルスの『共産党宣言』（1848年）においては「今日までのあらゆる社会の歴史は、階級闘争の歴史である」と規定され、階級闘争は社会発展の原動力として位置づけられている。

## 批評
マルクス主義の階級闘争論・階級闘争史観については、ヴィルフレド・パレート、バートランド・ラッセル、マルセル・モース、マックス・ヴェーバー、G.W.ドムホフ、コンラート・H・ヤーラオシュ、チャールズ・ティリー、マイケル・マンらによる批判的評価がなされている。それらの詳細についてはマルクス主義批判を参照。